# Aleksandra Radziwiłłowa
Aleksandra Radziwiłłowa, z domu Stecka herbu Radwan, znana również jako „urocza Olesia” (ur. 1796 r., zm. 14 lipca 1864 r. w Passy) – polska malarka amatorka, twórczyni rezydencji w Szpanowie na Wołyniu.

## Życiorys
Była córką Karola Steckiego herbu Radwan i Marii z Morsztynów herbu Leliwa. 12 lipca 1815 r. wyszła za mąż za generała Michała Gedeona Radziwiłła hebru Trąby. W posagu swojemu mężowi wniosła Szpanów na Wołyniu i Czarkowy w pobliżu Starego Korczyna. Zainspirowana przez teściową Helenę z Przeździeckich Radziwiłłową, korzystając z usług architekta Henryka Ittara oraz projektanta ogrodów Dioniozego Miklera, przebudowała pałac i park w Szpanowie tak, że stały się jedną ze wspanialszych rezydencji na Wołyniu. Wygląd Szpanowa znany jest między innymi dzięki akwarelom namalowanym przez Aleksandrę Radziwiłłową. Z małżeństwa z Michałem Gedeonem miała córkę Michalinę oraz synów Karola Andrzeja i Zygmunta.
Po upadku powstania listopadowego w 1831 r. podążyła wraz z dziećmi za mężem, który został zesłany w głąb Rosji do Jarosławia.  Car Mikołaj I skonfiskował majątki Michała Gedeona, a następnie podarował je swojemu adiutantowi Leonowi Radziwiłłowi, bratankowi Michała Gedeona, męża Aleksandry. Leon Radziwiłł przelał swe prawa do majątków w Nieborowie i Bolimowie w Królestwie Kongresowym na dzieci Aleksandry i Michała Gedeona. Aleksandra wraz z mężem powróciła do kraju w 1836 r. Zamieszkali w Warszawie w pałacu Stanisława Potockiego na Krakowskim Przedmieściu stroniąc od życia towarzyskiego. Powstanie listopadowe i kilkuletnia niewola w Jarosławiu złamały psychicznie Michała Gedeona, co zmusiło Aleksandrę do zajmowania się majątkiem rodzinnym. 
Od 1838 r. Aleksandra Radziwiłłowa była w imieniu nieletnich synów kuratorką dóbr nieborowskich. Wzbogaciła bibliotekę Radziwiłłów w Nieborowie rodowym księgozbiorem Steckich ze Szpanowa. Od początku 1842 r. z jej inicjatywy dokonywano zmian architektonicznych w pałacu w Królikarni z udziałem architekta Franciszka Marii Lanciego. W tym samym czasie podjęła próbę przekształcenia parku w Królikarni w duchu romantyzmu, z wykorzystaniem rzeźb. Po śmierci męża w 1850 r. Aleksandra przeniosła się na stałe do Nieborowa. W Nieborowie malowała akwarelowe widoki Arkadii. W latach 1855–1859 wybudowała dla siebie willę w Arkadii według projektu Franciszka Marii Lanciego, która dziś już nie istnieje. Towarzystwo Zachęty Sztuk Pięknych w Warszawie zaliczyło Aleksandrę Radziwiłłową w poczet członków honorowych.
Od 1863 r. mieszkała w Paryżu we Francji. Zmarła w Passy (od 1860 r. dzielnicy Paryża). Została pochowana w tamtejszym kościele.

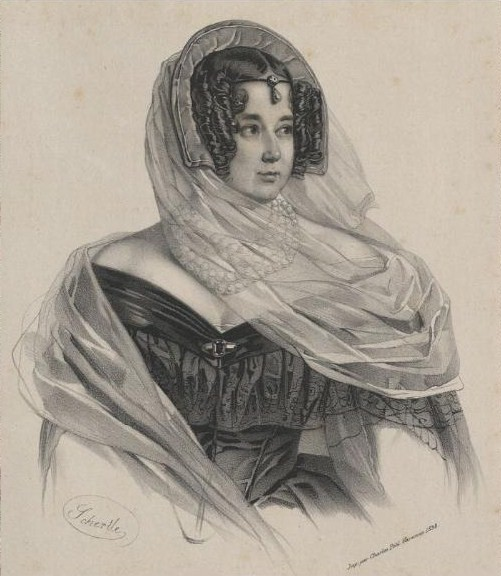
Portret Aleksandry Radziwiłłowej z domu Steckiej, autorstwa Valentina Schertle z 1838 roku.
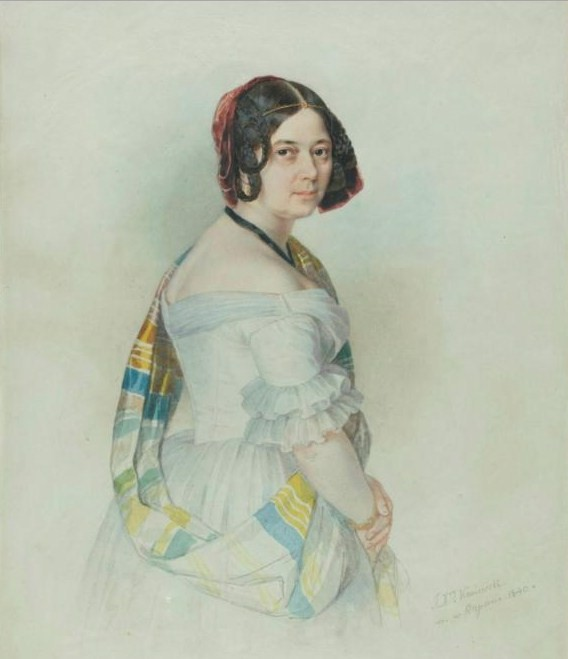
Portret Aleksandry Radziwiłłowej z domu Steckiej, autorstwa Jana Ksawerego Kaniewskiego z 1840 roku.